# Dreamcast

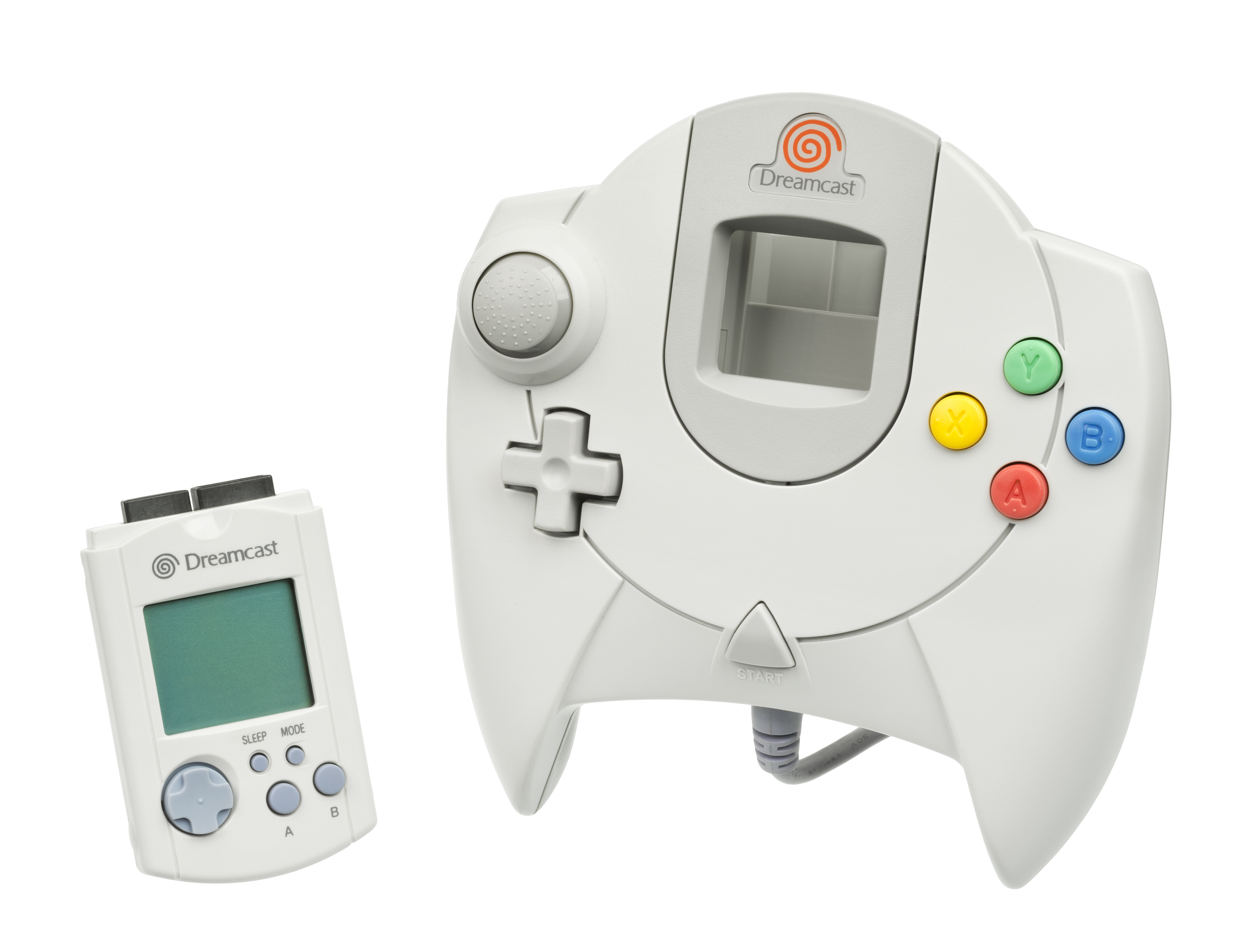
Dreamcast-Controller (rechts) und VMU (links)

Die Dreamcast (jap. ドリームキャスト, Dorīmukyasuto) ist die letzte Spielkonsole des japanischen Unternehmens Sega. Der Name Dreamcast setzt sich aus den englischen Wörtern Dream (Traum) und (Broad-)cast (Übertragen) zusammen, heißt also in etwa „Traumübertragung“. Das Logo (ein Wirbel, engl. „swirl“) soll die Erweiterbarkeit der Konsole symbolisieren. Die Herstellung der Spielkonsole wurde 2001 eingestellt, bis heute erscheinen neue Spiele, die von Fans programmiert werden („Homebrew“). Als Spielkonsole konkurrierte die Dreamcast mit der PlayStation 2 und dem Nintendo GameCube.

## Geschichte

### Entwicklung und Verkaufsstart
Spätestens ab 1997 lag Sega mit dem Sega Saturn weit abgeschlagen auf dem dritten Platz im Spielkonsolenmarkt (hinter Nintendo 64 und PlayStation). Zu diesem Zeitpunkt begann man bei Sega mit der Entwicklung eines Nachfolgers. Zunächst arbeiteten zwei konkurrierende Teams gleichzeitig an einer neuen Plattform. Eines der Teams wurde von Tatsuo Yamamoto, einem Entwickler bei IBM, geleitet, das andere Team, Segas interne Entwicklungsabteilung, wurde von Hideki Sato geleitet.

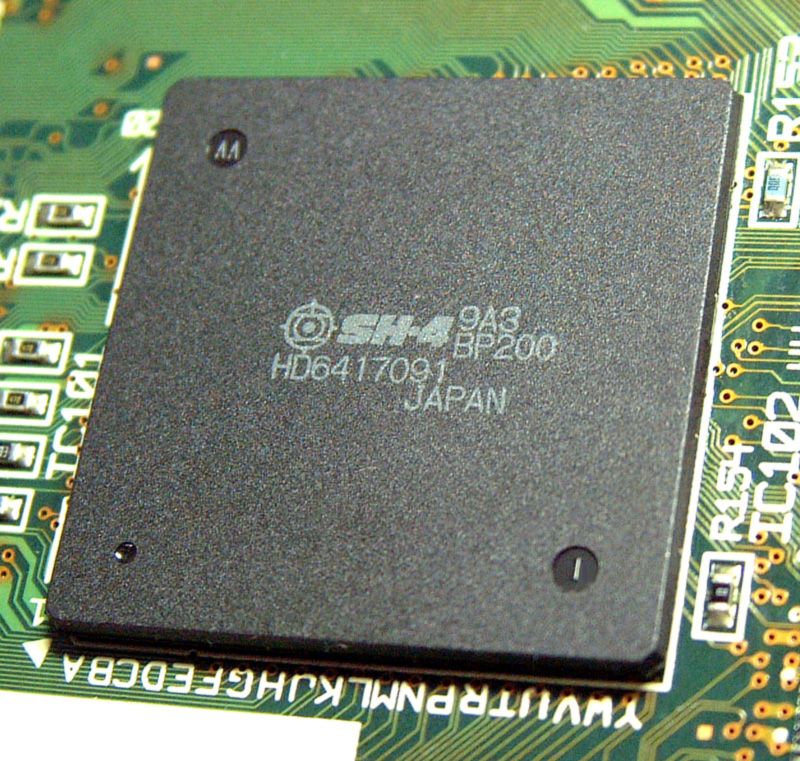
Der SH4-Prozessor, wie er in der Dreamcast verwendet wird

Sato und sein Team entschieden sich, für die neue Plattform einen Hitachi SH4-Prozessor und einen VideoLogic PowerVR2-Grafikprozessor zu verwenden. Yamamotos Gruppe entschied sich ebenfalls für einen SH4-Prozessor, allerdings beschloss er, 3dfx-Grafikhardware anstatt des PowerVR2 einzusetzen.
Anfangs bevorzugte man bei Sega den Prototyp von Tatsuo Yamamoto mit dem 3dfx-Grafikchip, entschied sich aber letztendlich für den Entwurf von Hideki Sato. 3dfx, die schon mit dem Auftrag gerechnet hatten, verklagten später SEGA wegen dieses Schritts. Der Rechtsstreit wurde jedoch beigelegt. Für die neue Konsole wurde auch ein eigenes optisches Speichermedium entwickelt, die GD-ROM, sie konnte aber auch handelsübliche CDs lesen.
Zunächst war die Konsole unter verschiedenen Arbeitstiteln bekannt, u. a. „Guppy“, „Katana“, „Dural“ oder „Black Belt“, bis man sich letztlich für Dreamcast entschied.
Entwickler hatten später auch die Auswahl zwischen zwei verschiedenen Dreamcast-Betriebssystemen: einem von Sega selbst entwickelten System, Katana, und einer eigens von Microsoft auf Dreamcast portierten Version von Windows CE, die auch DirectX unterstützte. Das Katana-System wurde meist von Exklusivtiteln verwendet, während Windows CE meist bei Portierungen von PC-Spielen zum Einsatz kam. Die beiden Systeme waren aber nicht, wie oft vermutet, in der Konsole selbst enthalten, sondern auf der GD-ROM des jeweiligen Spiels.
Die Dreamcast wurde schließlich am 27. November 1998 in Japan veröffentlicht, am 9. September 1999 in Nordamerika und am 14. Oktober 1999 in Europa. Besonders in den USA war der Verkaufsstart sehr erfolgreich, dort wurden über 500.000 Grundgeräte binnen der ersten zwei Wochen verkauft. Bekannte Spiele, die von Anfang an verfügbar waren, waren unter anderem Soul Calibur, Sonic Adventure, Hydro Thunder und Power Stone. Bis Oktober 1999 wurden in Deutschland 41.412 Einheiten verkauft
In den USA wurden bei der Markteinführung sämtliche Verkaufsrekorde gebrochen. Es gab 600.000 Vorbestellungen. Innerhalb der ersten 24 Stunden wurden fast 100 Millionen US-Dollar Umsatz gemacht und innerhalb weniger Wochen eine Million Konsolen verkauft.
In Japan und den US-amerikanischen Märkten wurde Dreamcast unter einem orangefarbenen Symbol veröffentlicht, welches umgangssprachlich „Wirbel“ genannt wurde. Die europäische Version des Dreamcast-Wirbels wurde jedoch aufgrund rechtlicher Konflikte blau eingefärbt, denn der deutsche Verlag Tivola hat ein ähnliches orangefarbenes Unternehmenslogo.
Sega versuchte auch als Sponsor von Sportmannschaften den Namen Dreamcast bekannter zu machen. Die damalige Topmannschaft Deportivo La Coruña und der FC Arsenal London hatten unter anderem einen Dreamcast-Schriftzug auf den damaligen Trikots gedruckt.
Trotz des guten Starts konnte SEGA die hohen Dreamcast-Verkaufszahlen nicht halten. Besonders entwickelte sich die Situation für Sega zum Negativen, als Sony die PlayStation 2 veröffentlichte, die bereits zuvor gute Wertungen erhalten und für Medienrummel gesorgt hatte. Die PlayStation 2, die technisch die Dreamcast übertreffen sollte und mit einem DVD-Laufwerk eine wichtige Funktion enthielt, dominierte von da an den Spielkonsolen-Markt. Im Mai 2000 waren in Japan bereits mehr PlayStation-2-Konsolen als Dreamcast-Geräte verkauft worden. Die Dreamcast war zu diesem Zeitpunkt schon eineinhalb Jahre auf dem Markt, die PlayStation 2 nur etwa zwei Monate. Die Verkaufszahlen der PlayStation 2 betrugen teilweise mehr als das Zehnfache der Dreamcast-Verkäufe.
Diesem Erfolg Sonys konnte das ohnehin schon angeschlagene Sega mit der Dreamcast kaum etwas entgegensetzen. Inzwischen hatten Hacker auch eine Möglichkeit gefunden, mit einer speziellen über das Internet verbreiteten Boot-CD ohne Modchip oder sonstige Modifikationen Schwarzkopien auf der Dreamcast abzuspielen. Die Produktpiraterie wurde zu einem ernsthaften Problem für SEGA.
Bis Ende 2000 fiel der Kurs der Sega-Aktien um 76 %, das Unternehmen erwirtschaftete allein im ersten Halbjahr 2000 einen Verlust von fast 350 Millionen Euro.

### Einstellung der Produktion
Die Dreamcast-Verkäufe besserten sich auch nach dem missglückten Weihnachtsgeschäft 2000 nicht. Nach hohen Verlusten und weiterhin sinkendem Aktienkurs kündigte Sega schließlich im Januar 2001 an, dass die Dreamcast-Produktion bis März 2001 eingestellt werde. Die etwa 100 noch in Entwicklung befindlichen Dreamcast-Spiele von SEGA und Drittherstellern sollten jedoch noch erscheinen. SEGA selbst wollte sich nun nach und nach ganz aus dem Konsolengeschäft zurückziehen und in Zukunft nur noch Software für Spielkonsolen anderer Hersteller produzieren. Viele noch in Entwicklung befindliche Dreamcast-Projekte erschienen nach dem Produktionsstopp nur noch für andere Plattformen oder wurden teils auch komplett eingestellt. Ein Teil dieser nicht mehr erschienenen Titel stand kurz vor der Fertigstellung, so etwa die Dreamcast-Version von Half-Life oder das Spiel Propeller Arena. Von letzteren beiden tauchten später spielbare Beta-Versionen im Internet auf.

### Nach dem Produktionsende
Nach dem Ende der Produktion besserten sich infolge drastischer Preissenkungen auch in Europa die Verkaufszahlen der Restbestände. In Japan gelang jedoch aufgrund fehlender guter Rollenspiele, die für den japanischen Markt sehr wichtig sind, nie der große Durchbruch. Trotzdem wurden dort noch Jahre nach dem Ende der Produktion neue Dreamcast-Spiele entwickelt.
In Europa übernahm Bigben Interactive die Dreamcast-Restbestände und deren Vermarktung. Bigben bemühte sich, den europäischen Fans noch einige Spiele zu präsentieren, die von Sega ursprünglich nur noch für den japanischen Markt bestimmt waren. Dazu gehörten unter anderem Titel wie beispielsweise Shenmue II oder Rez. Im Jahr 2002 erschienen jedoch auch in Europa die letzten offiziellen Spiele.
Das kleine amerikanische Unternehmen bleem! brachte noch 2001 drei kommerzielle CDs des PlayStation-Emulators bleemcast! auf den Markt. Jede dieser CDs emuliert jeweils ein PlayStation-Spiel, es gab Versionen für Gran Turismo 2, Metal Gear Solid und Tekken 3. Ursprünglich hätte dieser Emulator in weiteren Versionen erscheinen sollen. Durch jahrelange Gerichtsprozesse mit Sony, dem Hersteller der PlayStation, wurde das Softwareunternehmen jedoch finanziell so schwer belastet, dass es sich 2001 auflösen musste. bleemcast! gehörte zu den ersten nicht von Sega lizenzierten Programmen auf Dreamcast und benutzte keinerlei Programmroutinen oder Bibliotheken von Sega. Es war komplett in Assemblersprache geschrieben und erschien auch auf CD-ROM, nicht Segas eigens entwickeltem Format GD-ROM.
Nur einige wenige kommerziell vertriebene Programme erschienen damals ebenfalls ohne Sega-Lizenz, unter anderem das Cheatmodul Codebreaker oder die MP3-Spieler Blaze DCMP3 und Pelican MP3.

„Hello Kitty Dreamcast“ – eine der vielen Spezialeditionen der Sega Dreamcast

In Japan, dem eigentlich schwächsten Markt für Dreamcast, entwickelten kleinere Unternehmen jahrelang neue Dreamcast-Titel, die auch noch offiziell von Sega lizenziert wurden. Diese wurden zu einem erhöhten Preis auch von nordamerikanischen und europäischen Fans importiert. Die meisten Titel dieser Ära stammten aus den Genres Shoot ’em up und Visual Novel. Einer der bekanntesten Dreamcast-Titel dieser Zeit ist Ikaruga.
Viele der Dreamcast-Spiele, die zwischen 2002 und 2007 erschienen, sind Portierungen von NAOMI-Spielen. Beim Sega NAOMI handelt es sich gewissermaßen um die Spielhallenversion der Dreamcast, die auch technisch weitgehend identisch mit dieser ist.
Dreamcast-Fans organisierten über das Internet mehrere Petitionen, die einige japanische Hersteller dazu bewegen sollten, ihre NAOMI-Spiele auch noch auf Dreamcast zu veröffentlichen (für die zahlreichen Aktivitäten der Fanbewegung, siehe den Abschnitt Die Dreamcast-Szene).
Einige Petitionen hatten Erfolg, so veröffentlichte das japanische Studio G.Revolution im Jahr 2003 eine Dreamcast-Version von Border Down (2003), einem äußerst erfolgreichen Spiel aus dem Genre der Shoot'em Ups.
Anfang 2003 wurde die Dreamarena, der Online-Service der Dreamcast in Europa, geschlossen. Einige Spiele, die nicht direkt an die Dreamarena-Server gebunden waren, wie etwa Phantasy Star Online, Quake III Arena oder Starlancer, sind jedoch bis heute online spielbar.
Auch Sega veröffentlichte 2004 in Japan überraschend noch ein allerletztes Dreamcast-Spiel, Puyo Pop Fever, das ebenfalls eine Konvertierung vom NAOMI-Automaten darstellte.
Im März 2006 brachte das japanische Studio G.Revolution mit Under Defeat einen weiteren Dreamcast-Titel auf den Markt und demonstrierte noch einmal eindrucksvoll, zu welchen grafischen Leistungen Segas letzte Konsole fähig ist.
In Japan wurden bis Anfang 2007 noch regelmäßig offiziell von Sega lizenzierte Dreamcast-Spiele veröffentlicht. Das endgültig letzte Dreamcast-Spiel, das noch eine offizielle Sega-Lizenz erhielt, war Karous, das am 8. März 2007 erschien. Zur gleichen Zeit wurde die Produktion von GD-ROMs eingestellt, sodass keine weiteren offiziellen Spiele mehr erscheinen konnten. Sogenannte Independent-Veröffentlichungen, also Spiele ohne Sega-Lizenz und auf CD-ROM statt GD-ROM, sind davon jedoch nicht betroffen und können weiterhin erscheinen. Seit 2007 erschienen acht weitere, kommerzielle Dreamcast-Titel auf CD-ROM und es sind nach wie vor neue Titel in Entwicklung.
Am 1. April 2007 wurden die offiziellen Server von Phantasy Star Online für Dreamcast abgeschaltet. Über private, von Fans betriebene Server lässt sich das Spiel jedoch weiterhin online spielen. Bemerkenswert sind hier die Server-Projekte SCHTHACK und Sylverant, über die Dreamcast-Spieler sogar mit Benutzern der PC-Version von PSO gemeinsam online spielen können.

### Die Dreamcast-Szene
Unabhängig von den japanischen Studios, die die Dreamcast bis etwa 2007 mit offiziell von Sega lizenzierten Spielen unterstützten, blieb die Dreamcast-Fangemeinde auch nach dem Ende der Dreamcast-Produktion im Internet bis heute aktiv. Amerikanische und europäische Entwickler versorgen seit dem Ende der GD-ROM-Produktion Anfang 2007 die Dreamcast mit neuen, auch weltweit vertriebenen Spielen. Daneben entwickelt eine Hobby-Entwicklerszene bis heute neue Freeware- und OpenSource-Programme für die Dreamcast. Es bildeten sich schon ab 2000 zahlreiche Internetforen und Communities, in denen sich Dreamcast-Fans bis heute organisieren.
Wie bei vielen anderen Konsolen gelang es Hackern schon früh, eigenen Programmcode, sprich selbstgeschriebene Programme, auf der Konsole abzuspielen. Anfangs lag das Augenmerk der Szene jedoch noch auf dem Ausführen von Schwarzkopien. Die im Juni 2000 über das Internet veröffentlichte Utopia BootCD der Warez-Gruppe „UTOPiA“ machte es möglich Dreamcast-Raubkopien ohne einen Modchip oder sonstige Modifikationen an der Konsole abzuspielen. Ab diesem Zeitpunkt wurde praktisch jedes neue Dreamcast-Spiel gecrackt und als Raubkopie im Internet veröffentlicht. Noch 2000 gelang es dann, Spiele auch ohne BootCD direkt auf der Dreamcast zu starten.

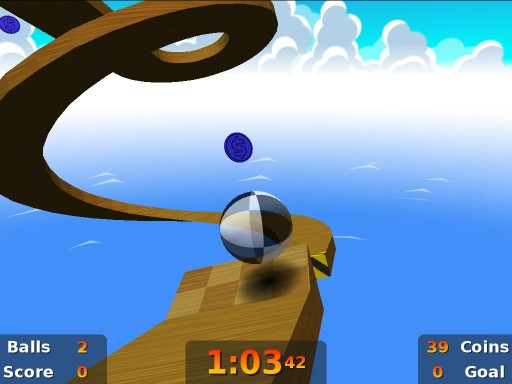
Screenshot des freien Spiels Neverball, portiert auf die Dreamcast

Dies eröffnete aber auch für Hobbyentwickler neue Möglichkeiten. Schon bald wurden von Freizeitentwicklern erste kostenlose, eigens für Dreamcast entwickelte Programme veröffentlicht (sogenannte Homebrew-Software). Die ersten Anwendungen dieser Art, wie etwa „GypPlay“, „DCMP3“ oder DCDivX ermöglichten es, Videos und MP3-Dateien auf der Dreamcast wiederzugeben. Über diese frühen Homebrew-Projekte für Dreamcast berichteten auch bekannte Technik- und IT-Medien, wie etwa Golem.de oder die c’t. Schon bald kamen auch erste Emulatoren für andere Systeme hinzu. Der erste, heute natürlich veraltete, Emulator für Dreamcast war „gleam!“, ein NES-Emulator. Diese frühen Veröffentlichungen benutzten noch das Windows-CE-SDK von SEGA und Microsoft und befanden sich somit rechtlich gesehen in einer Grauzone.
Noch 2000 begannen einige Hobbyentwickler jedoch mit der Entwicklung kostenloser und legaler Entwicklerbibliotheken, die bekannteste und erfolgreichste davon ist das bis heute weiterentwickelte Open-Source-Projekt KallistiOS, es gab aber auch einige weitere, weniger bekannte Projekte in dieser Richtung. KallistiOS war so weit fortgeschritten, dass es ab 2003 auch in einigen kommerziellen Projekten verwendet wurde.
KallistiOS ermöglichte es Hobbyentwicklern, ihre Kreationen ohne rechtliche Bedenken zu veröffentlichen und zu verkaufen, da es keinerlei geschützten Programmcode von SEGA mehr benutzte. Die zweite Generation der Homebrew-Anwendungen für Dreamcast (ab 2001) verwendete fast durchgängig KallistiOS und war also aus rechtlicher Hinsicht bereits völlig legal. Hobbyprogrammierer konnten ihre Programme nun bedenkenlos über das Internet verbreiten. Dreamcast-Homebrew kann einfach auf CD gebrannt und auf der Konsole sofort gestartet werden. Die Tatsache, dass dafür keinerlei Modifikationen (wie etwa ein Modchip) nötig waren, machte die Konsole für Hobbyentwickler besonders interessant.
Insbesondere nach der Einstellung der Dreamcast-Produktion entwickelte sich Segas letzte Konsole dadurch zu einer äußerst beliebten Plattform für Hobbyprogrammierer. Den Höhepunkt erreichte die Hobbyentwicklerszene erst lange nachdem die großen Hersteller das Thema Dreamcast bereits abgeschrieben hatten.
Im Laufe der Jahre erschienen im Internet hunderte kostenlose Anwendungen. Das Themenspektrum der veröffentlichten Freeware-Programme ist riesig. Dazu zählen selbstentwickelte oder portierte Spiele, MP3-Player, Multimedia-Anwendungen, Webbrowser und Emulatoren für eine Unmenge an Systemen, unter anderem für Super Nintendo, Commodore 64, Atari 2600, Neo Geo, Amiga 500, MSX, NES, Mega Drive, Game Gear, Atari Lynx, Sega Master System und Atomiswave. Die Mehrzahl der Emulatoren funktioniert relativ gut und es lassen sich viele Spiele, die eigentlich für andere Systeme entwickelt wurden, ruckelfrei auf der Dreamcast wiedergeben. Daneben ist es auch möglich, VCDs und DivX-Filme auf der Dreamcast abzuspielen.

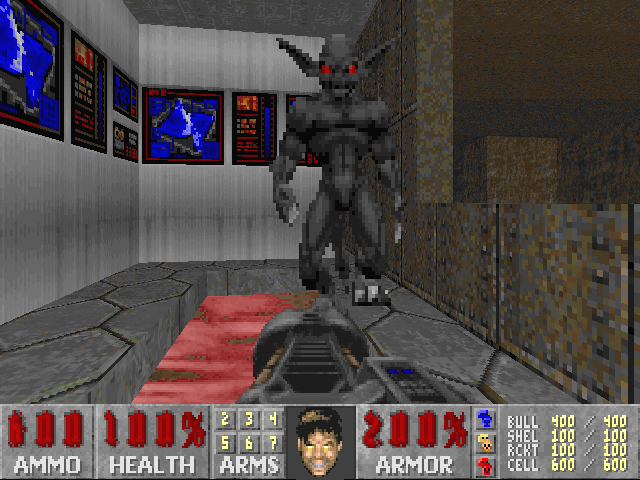
Doom, eines von vielen Spielen, die von Fans auf Dreamcast portiert wurden (hier FreeDoom)

Es gibt außerdem zahlreiche Multiplattform-Projekte, wie beispielsweise das ScummVM-Projekt, mit dem man alte Adventures wie Sam & Max, Indiana Jones 3 und 4, Monkey Island 1 bis 3, Simon the Sorcerer 1 und 2 auf der Dreamcast spielen kann. Viele Spieleklassiker oder Open-Source-Spiele wurden ebenfalls auf Dreamcast portiert, wie etwa einige Ego-Shooter von id Software, Doom, Doom 2: Hell on Earth oder Wolfenstein 3D. Daneben gibt es auch viele eigens für Dreamcast entwickelte Freeware- oder OpenSource-Spiele, wie etwa das Alice Dreams-Projekt.
Es gibt auch eine Dreamcast-Version des freien Betriebssystems Linux. Bis dato wurden mit NetBSD und QNX zwei weitere Betriebssysteme auf Dreamcast portiert. Daneben entwickelt ein russisches Team mit „DreamShell“ ein Betriebssystem, das ausschließlich für Dreamcast konzipiert wurde.
Die Dreamcast-Fanbewegung, oft als „Dreamcast-Szene“ bezeichnet, organisierte sich von Anfang an hauptsächlich über Webseiten, Internet-Foren und IRC-Chaträume, von denen viele noch heute existieren. Zu den bekanntesten, heute noch aktiven dieser Seiten gehören etwa Dreamcast-Scene, DCEmulation.org, DCEmu.co.uk (alle englischsprachig), SEGA-DC.DE (deutschsprachig), Dreamcast.es (spanisch), DreamAgain.fr (französisch), DC-SWAT.ru und Dreamcast.org.ru (beide russisch). Neben englischsprachigen Foren war auch die spanisch- und französischsprachige Dreamcast-Szene besonders stark. Etwas später bildeten sich dann auch große deutsch- und russischsprachige Communities heraus. Anders als oft vermutet, gab es aber relativ wenige japanische Homebrew-Entwickler in der Dreamcast-Szene. Die „Homebrew-Szene“ bestand und besteht auch heute noch überwiegend aus europäischen und amerikanischen Dreamcast-Fans. In den Jahren 2005, 2006 und 2007 wurde mit der „DreamCon“ zudem ein weltweites Treffen von Dreamcast-Szenern organisiert.
Es fand auch ein kreativer Austausch zwischen der „Dreamcast-Szene“ und Angehörigen der Homebrew-Szene auf anderen Konsolen statt. Insbesondere mit der Hobbyentwicklerszene auf GP32, GP2X und GP2X Wiz gab und gibt es viele Verbindungen. Eine Vielzahl plattformübergreifender Projekte und die Zahl der Programmierer, die in beiden „Szenen“ aktiv waren, bestätigt dies.
Inzwischen entwickelten Fans auch einen SD-Karten-Adapter für Dreamcast, der ab 2010 in größeren Stückzahlen produziert wurde und seitdem über das Internet verkauft wird. Viele Homebrew-Projekte unterstützen diesen Adapter mittlerweile.
Im Jahr 2003 wurde nach einer Welle an Freeware auch das erste kommerzielle und professionell gepresste Dreamcast-Spiel veröffentlicht, das nur von Angehörigen der Hobbyentwicklerszene entwickelt worden war. Das Spiel trägt den Namen Feet of Fury und ist ein Musikspiel. Dieser Titel war, im Gegensatz zu den damals in Japan noch erscheinenden Dreamcast-Spielen, nicht offiziell von SEGA lizenziert worden und erschien nicht auf GD-ROMs, sondern auf handelsüblichen CDs. Spiele ohne SEGA-Lizenz werden daher als Independent-Titel (kurz „Indie“) bezeichnet. Seit 2003 sind zahlreiche weitere Indie-Titel veröffentlicht worden.
Feet of Fury verwendete KallistiOS und konnte somit problemlos und legal vertrieben werden. Als Publisher agierte dabei GOAT Store Publishing, vormals nur ein Online-Shop, dessen Betreiber ebenfalls Anhänger der Dreamcast-Szene waren.
Der damals äußerst bekannte Online-Versand Lik-Sang unterstützte ebenfalls die Hobbyentwicklergemeinde und nahm Feet of Fury in sein Sortiment auf und schaltete Werbung für das Spiel. Bis Ende 2005 veröffentlichte GOAT Store drei weitere Spiele von semiprofessionellen Entwicklern, Maqiupai, Inhabitants und Cool Herders.
Im Januar 2007 ist das 2D-Shoot ’em Up Last Hope erschienen, entwickelt vom NG:DEV.TEAM aus Deutschland und vertrieben von redspotgames. Last Hope war der bis dato aufwändigste aber auch erfolgreichste Indie-Titel für Dreamcast. Last Hope erschien – wie alle Indie-Veröffentlichungen – ohne offizielle Lizenz von SEGA, wurde jedoch trotzdem weltweit vertrieben. Nachdem SEGA 2007 die Produktion neuer GD-Roms einstellte, werden seitdem nur noch Indie-Titel veröffentlicht. Der Münchner Videospiele-Publisher redspotgames, der schon Last Hope vertrieb und aus der Indie-Szene des Dreamcast hervorgegangen war, veröffentlichte bis Ende 2009 mit Wind & Water: Puzzle Battles (2008) und Rush Rush Rally Racing (2009) zwei weitere Dreamcast-Spiele – auf einem in der Indie-Szene bisher nicht dagewesenen Level an Professionalität.
Auch das deutsche Entwickler-Team HUCast veröffentlichte mit DUX Mitte 2009 einen erfolgreichen Dreamcast-Titel. Ebenfalls 2009 brachte der GOAT Store mit Irides: Master of Blocks noch einen weiteren Dreamcast-Titel. 2010 erschien mit Fast Striker, entwickelt und vertrieben vom NG:DEV.TEAM, ebenfalls ein Dreamcast-Spiel. Im Jahr 2011 erschien erstmals kein neuer Dreamcast-Titel, doch die Jahre darauf erschienen wieder neue Titel wie Gunlord (2012), Sturmwind (2013) und NEO XYX (2014).
Damit ist die Dreamcast eines der langlebigsten Videospielsysteme. Für den drei Jahre nach der Dreamcast veröffentlichten GameCube erschien das letzte Spiel bereits 2007, für die Xbox, etwa zeitgleich mit dem GameCube veröffentlicht, wurde das letzte Spiel 2008 auf den Markt gebracht. Die Dreamcast hingegen wird bis heute mit neuen Titeln versorgt.
Auch hardwareseitig wird weiter entwickelt. Neben modernen Netzgeräten, die deutlich weniger Wärme produzieren als das Originalgerät und den Betrieb der Dreamcast mit 12 Volt ermöglichen, existiert mit DCHDMI beispielsweise auch eine Platine, nach deren Einbau die Konsole unmittelbar ein HDMI-Signal ausgibt. Durch andere Umbauten (DreamPort) wird die Spielsteuerung mittels Bluetooth-Controllern (DreamConn+) möglich.
Die Dreamcast-Szene war immer wieder Gegenstand von Berichterstattungen in Fachmagazinen, beispielsweise widmete die deutsche und britische Ausgabe der Zeitung gamesTM im Jahr 2009 der Hobbyentwicklerszene auf der Dreamcast ein mehrseitiges Special. Auch das ehemalige, offizielle Dreamcast-Magazin, Dreamcast Kult, berichtete vereinzelt über Homebrew-Projekte.

## Technik

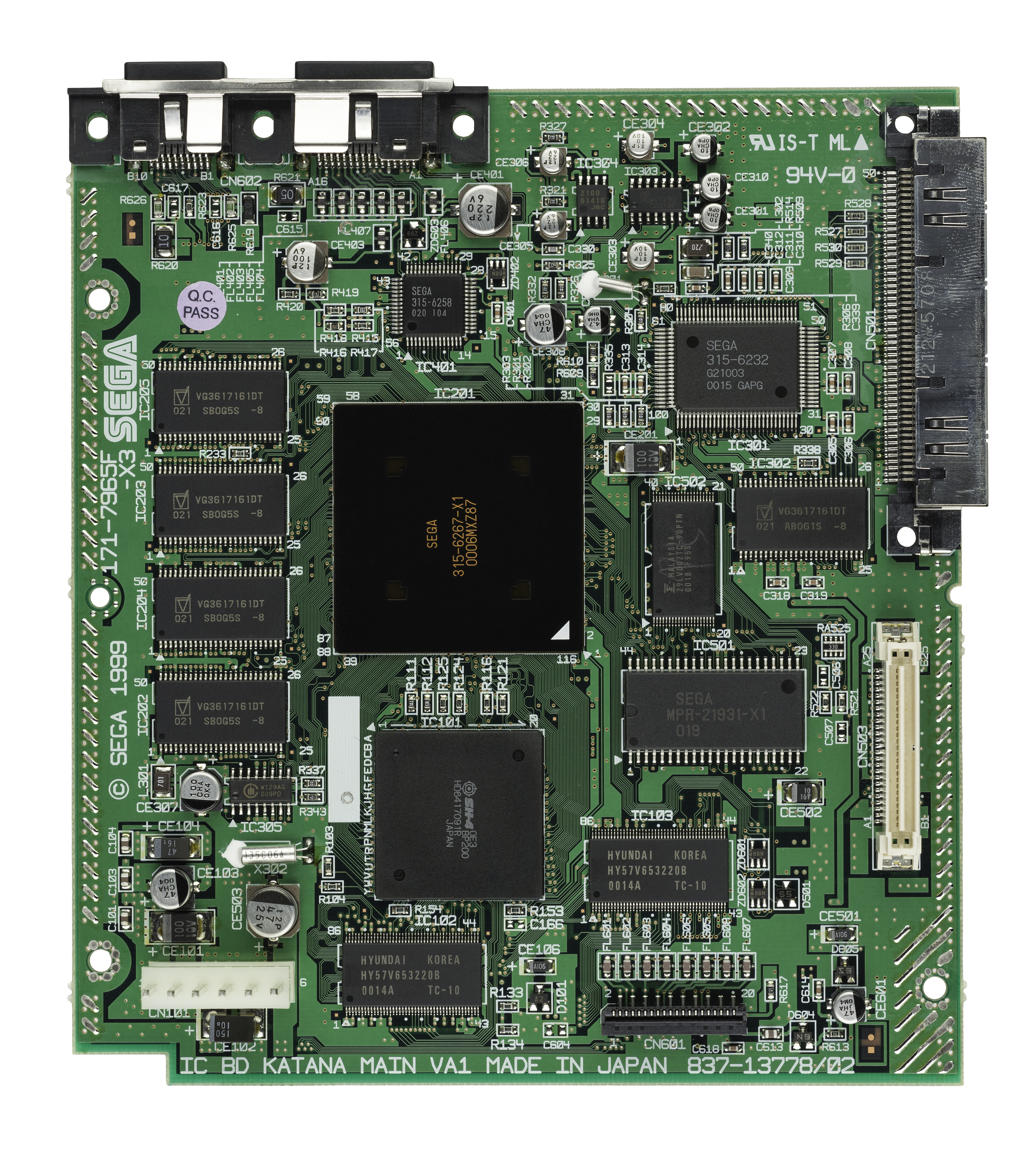
Die Hauptplatine der Dreamcast

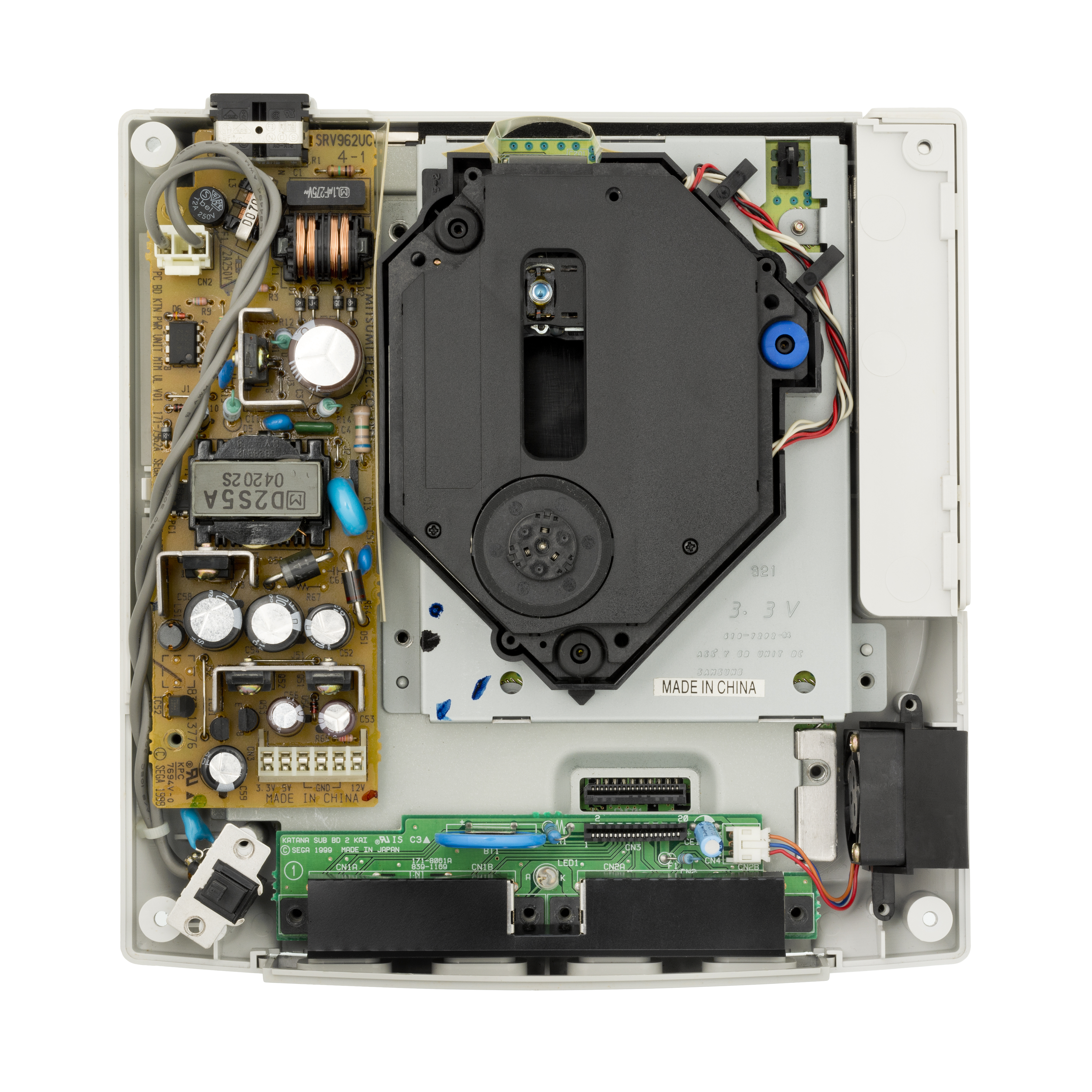
Das Innere der Dreamcast

### Betriebssystem
- Dreamcast-Konsolensystem (zum Starten von CDs, Ändern von Einstellungen etc.)
- SEGA Katana
- KallistiOS
- Windows-CE für Dreamcast
- weniger bekannte von Fans erstellte Systeme, wie etwa libdream, libronin und andere

Dazu ist anzumerken, dass jedes Spiel sein Betriebssystem von der GD-ROM lädt. Als unterste Instanz ist dabei das Sega Operating System immer aktiv.

### CPU
- 32-Bit-SH-4-RISC-CPU (128-Bit FPU), 200 MHz (laut SEGA vergleichbar mit einem 1-GHz-Pentium-III in spieletypischen Anwendungen)
- 360 MIPS / 1.4 GFLOPS
- zweifach Superscaler-Processing-Einheit
- 800 MByte/sec Datendurchsatz
- Hauptspeicher: 16 MB SD-RAM

### GPU
- Grafikchip: NEC PowerVR Series2 (PVR2DC)
- 100 MHz, 100 Megapixel pro Sekunde (jedoch liegt die Rechenleistung im Vergleich mit anderen GPUs bei 250 Megapixel/sec, da die Dreamcast-GPU die Grafiken durch Tile-Based Rendering anders berechnet)
- Polygone: 5–7 Millionen polys/sec mit Texturen und Effekten (real-world)
- Grafikspeicher: 8 MByte (durch eine spezielle Vierfachkompression belegten Texturen nur 1⁄4 des üblichen Speichers)
- Auflösung: 640×480, technisch 1600×1200
- gleichzeitig darstellbare Farben: 16,7 Millionen (24 Bit / „True Color“)

### Soundchip
- Yamaha AICA-Soundchip, 45 MHz, 64 Stimmen gleichzeitig (Digital Sound Processor auf Basis des ARM7)
- 64 Kanäle
- Soundspeicher: 2 MB

### Optisches Laufwerk
- GD-ROM-Laufwerk, Speicherkapazität 1,2 GB, 12X-Geschwindigkeit (Yamaha, Samsung)

## Zubehör

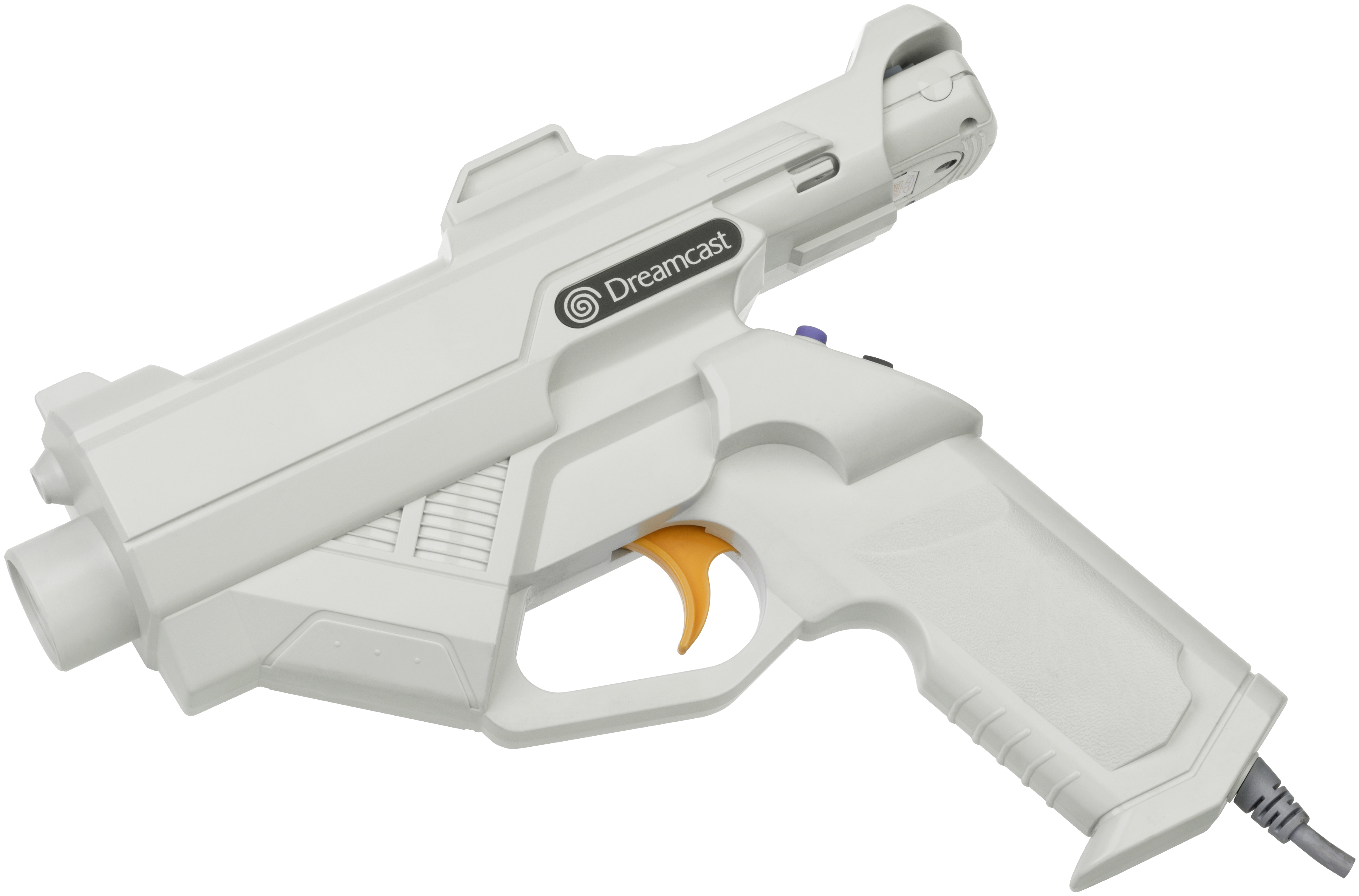
Dreamcast Light Gun

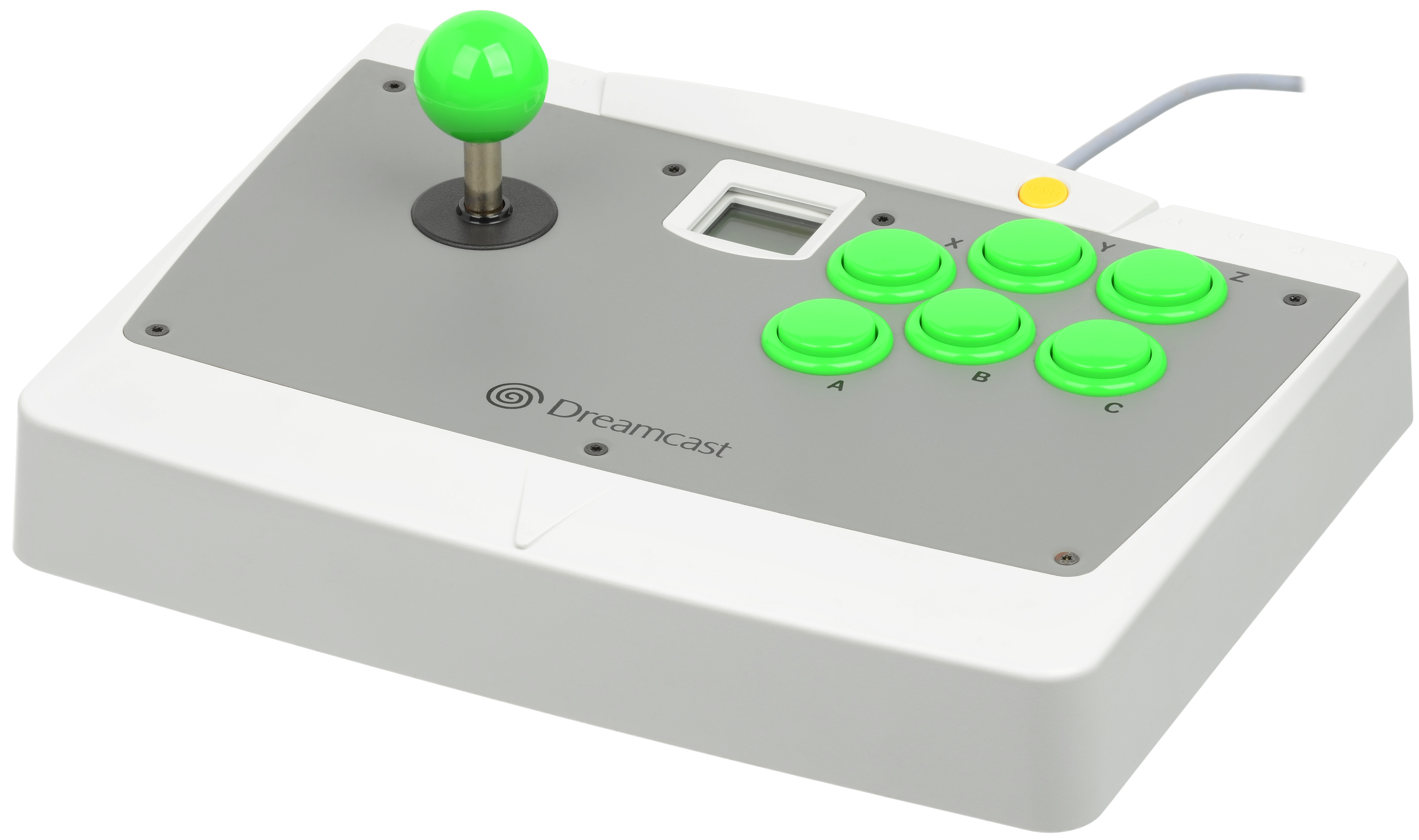
SEGA Arcade Stick

Im Laufe der Lebenszeit der Dreamcast erschien viel Zubehör. Jedes Spiel verfügt auf der Packungsrückseite über Symbole, die anzeigen, welches Zubehör offiziell unterstützt wird. Einige Spiele unterstützen jedoch auch noch anderes Zubehör. Eine Übersicht von für die Dreamcast erschienenem Zubehör:

### Erschienenes Zubehör
Controller verschiedener Hersteller:
- VMU-Speicherkarten
- Vibration Pack (auch als Jump-Pack bzw. in Japan als PuruPuru-Pack bekannt)
- Tastatur und Maus (zur Bedienung der Webbrowser und einiger Spiele)
- Race Controller
- Fishing Controller (bewegungsempfindlicher Controller, konnte neben einem Fisch-Spiel auch z. B. für Virtua Tennis und Soul Calibur verwendet werden, ähnlich der Wiimote)
- Dreamcast Mikrofon (Voice Chat über den Browser, einige wenige Spiele)
- Dreameye (Digitalkamera und Webcam, zum Fotografieren und für Videochat, nur Japan)
- VGA-Box (zum Anschließen an einen PC-Monitor oder kompatible Fernsehgeräte)
- Arcade-Stick
- Broadband/LAN Adapter (verschiedene Ausführungen)
- Lightgun (nur für 50- bzw. 60-Hz-Röhrenfernseher und PC-Röhrenmonitore über VGA-Box)
- Twin-Stick (sehr robuster und schwerer Arcadestick mit zwei Joysticks, nur Japan)
- SEGA Arcade Stick
- Maracas und Tanzmatte (für das Tanzspiel Samba de Amigo)
- Dreamkara (nur Japan, Karaoke-Add-on)
- MadCatz Panther (Flight bzw. Mission Stick)

### Nie erschienenes Zubehör (aber als Prototypen existent)
- Zip-Drive (zum Speichern von Daten auf Zip-Medien, sollte 2001 erscheinen)
- Swatch Interface (an speziellen Dreamcast Hotspots sollte man sich Daten aus dem Internet laden können)
- Handyadapter (mit der Dreamcast online ohne Telefonanschluss)
- 128 MB VMU-MP3-Player (sollte in den USA im September 2000 für unter 100 USD auf den Markt kommen)
- ISDN-Adapter
- DVD-Laufwerk
- Motion Controller ähnlich der Wiimote,[27] die Technik wurde in den Samba de Amigo-Maracas weiterverwendet

## Konkurrenz
In der kommerziell erfolgreichen Zeit (1999 bis 2001) konkurrierte die Dreamcast vor allem in Japan mit der PlayStation, in Europa und den USA zudem noch mit dem Nintendo 64. Es gab seinerzeit eine umfangreiche Berichterstattung über die damals noch nicht erschienene PlayStation 2 in den Medien. Letztlich erreichte die Dreamcast keine breite Käuferschicht. Die Vorteile der PlayStation 2, der eingebaute DVD-Player und die Abwärtskompatibilität zur PlayStation, sowie die enormen Werbekampagnen seitens Sony, mit denen Sega als reiner Videospielkonzern nicht mithalten konnte, werden als weitere Gründe vermutet. Die Vorteile der Dreamcast – zukunftsweisende Onlinetechnik, Online-Konsolenspiele, Kantenglättung, PAL-60-Hz-Modus, LCD-VMU – wurden dagegen nach Ansicht von Beobachtern nicht genug beworben.

## Besondere Merkmale

### AV-Ausgabe
Die Dreamcast beherrscht die „50-/60-Hz“-Bildschirmwiedergabe für europäische Spiele. So können auch einige PAL-Fernsehgeräte Spiele in 60 statt nur 50 Hz wiedergeben. Dies bedeutet eine schnellere Spielgeschwindigkeit und bessere Bildqualität. Diese Funktion findet man ebenfalls bei den nachfolgenden Konsolen GameCube, PlayStation 2 und Xbox. Es gibt auch einen VGA-Adapter, mit dem die Dreamcast in der Auflösung 640×480 an einen PC-Monitor angeschlossen werden kann, allerdings unterstützen dies nicht alle Spiele.

### Controller und VMU

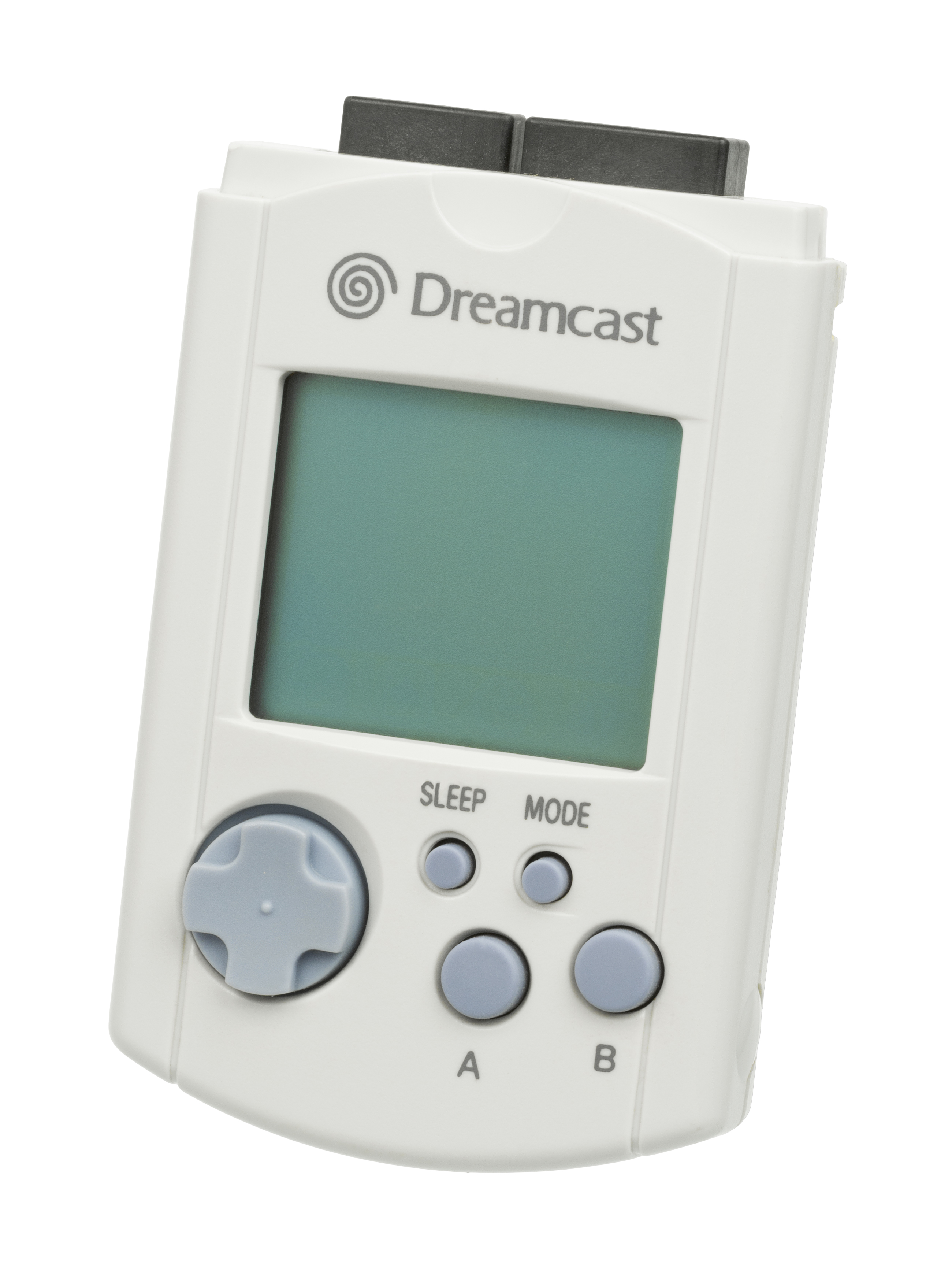
Dreamcast VMU

Die Visual Memory Unit, kurz VMU, ist eine speziell für die Dreamcast entwickelte Speicherkarte. Diese wird nicht, wie sonst üblich, in die Konsole gesteckt, sondern in den Spiele-Controller. Die VMU hat zudem ein kleines Monochrom-Display, ein kleines Steuerkreuz und zwei Aktionsknöpfe. Dadurch ist es möglich, kleine Spiele – ähnlich wie Tamagotchi oder der PokéWalker – auf der Speicherkarte zu laden und zu spielen. Man kann dadurch auch die Uhrzeit und das Datum abrufen und Spielstände verwalten (kopieren und löschen). Dafür sind zwei handelsübliche Knopfzellen nötig. Die VMU kann somit in der Hosentasche überall mit hingenommen werden. Man kann auch zwei VMUs an deren Schnittstelle zusammenstecken. So erlauben es einige Minispiele, Daten auszutauschen oder seine Tamagotchi-ähnlichen Figuren gegeneinander antreten zu lassen, und es können Spielstände übertragen werden.
Ist die VMU im Spiele-Controller eingesteckt, so zeigt das Display durch ein Sichtfenster im Controller aktuelle Spieleinformationen an. Das kann zum Beispiel ein Bild der aktuellen Spielfigur, eine auszuführende Tastenkombination oder wichtige Daten zum Spiel wie die Karten des jeweiligen Spielers sein. Dieses Konzept findet sich in dieser Form bei keiner weiteren Konsole auf dem Markt. Allenfalls der Nintendo GameCube geht eine ähnliche Symbiose mit dem Game Boy Advance ein. Der Game Boy kann bei einigen Spielen dabei beispielsweise als zusätzlicher Controller benutzt werden oder es können zusätzliche Inhalte auf den Game Boy heruntergeladen werden.
Der Spiele-Controller bietet Platz für zwei VMUs oder eine VMU (vorne) plus Vibrationsmodul (dahinter) oder eine VMU (vorne) plus Mikrofon (hinten). Dies hat allerdings den Nachteil, dass der Controller etwas schwerer wird und die Hände dadurch schneller ermüden.

### Online-Funktionen

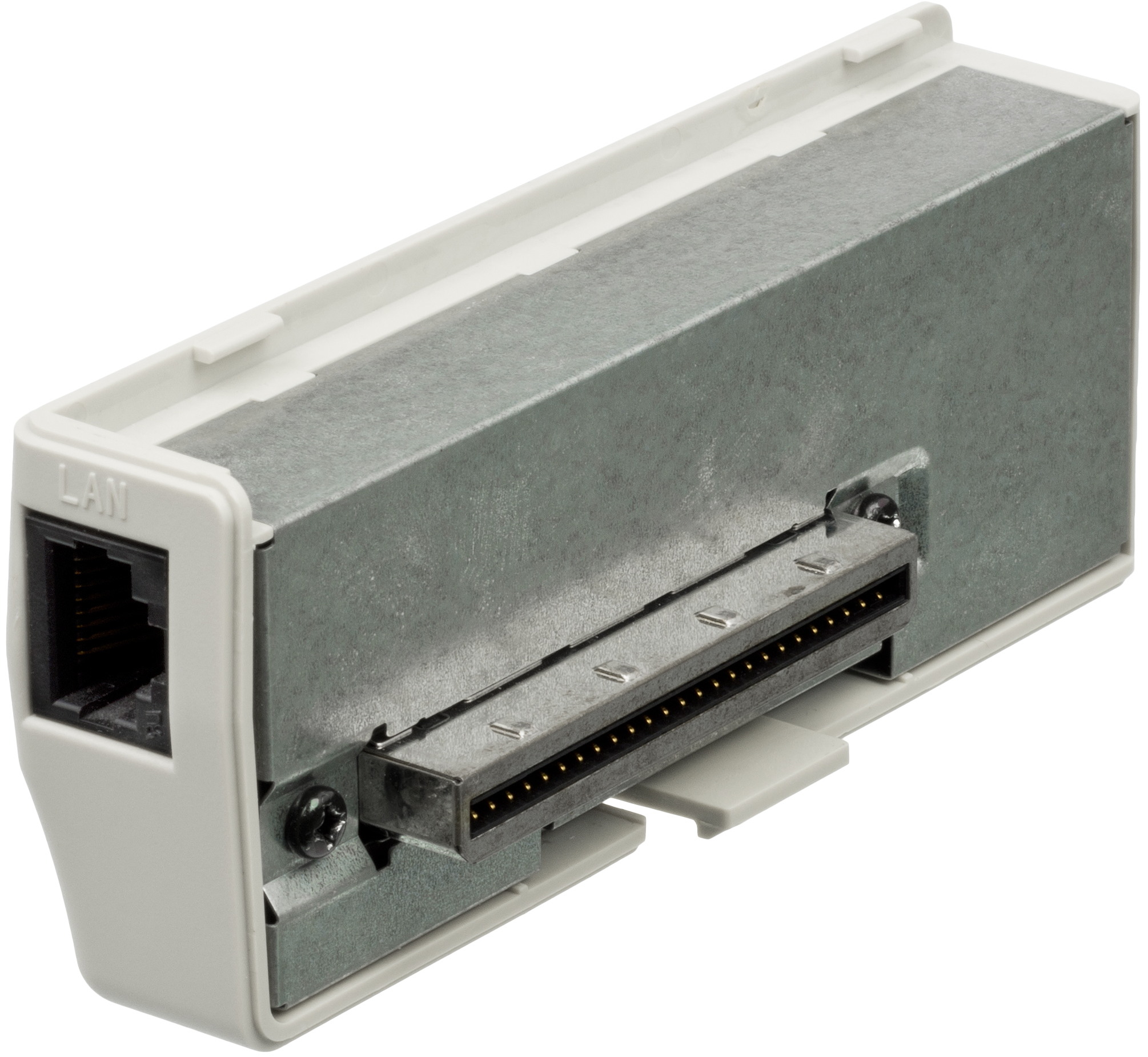
Breitband für die Dreamcast

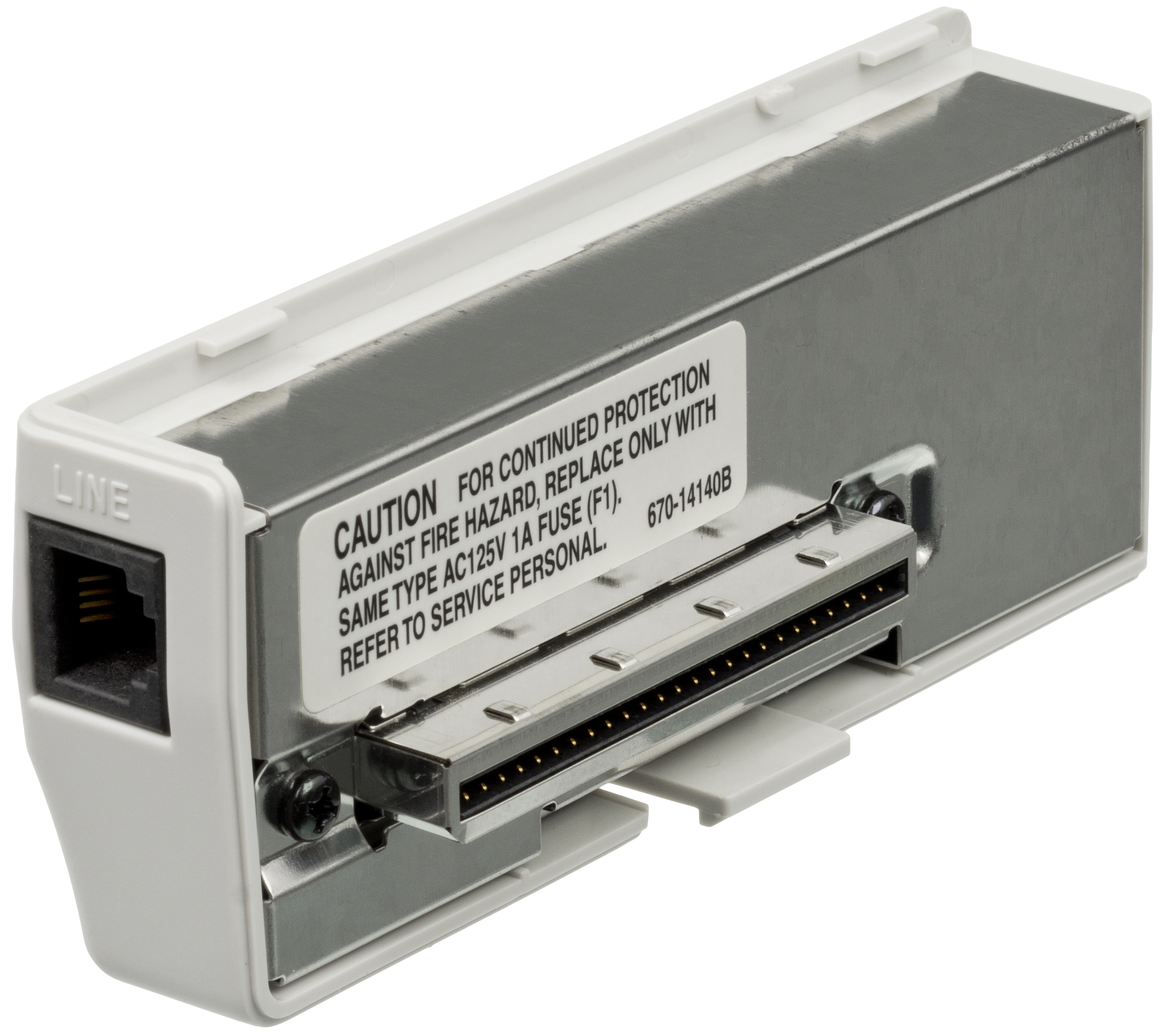
Modem für die Dreamcast

Als erste Spielkonsole überhaupt besitzt die Dreamcast ein ab Werk eingebautes Modem (in den USA 56 kbit/s, ansonsten 33 kbit/s), das man leicht abnehmen kann, um es zum Beispiel bei einem Defekt auszutauschen oder durch den separat erhältlichen Breitbandadapter zu ersetzen. Der Breitbandadapter, von dem nur geringe Stückzahlen produziert worden sind, erlaubt es, in DSL-Geschwindigkeit zu spielen. Lange vor Xbox Live und dem PlayStation Network bot die Dreamcast mit der Dreamarena und dem SEGANet einen Onlinedienst für Spielkonsolen an.
Insgesamt erschienen 26 Titel, die mit der Dreamcast online gespielt werden konnten. Acht Titel sind heute noch online spielbar, teilweise aber nur noch durch von Fans bereitgestellte, private Server. Bei den noch online-spielbaren Titeln handelt es sich um Quake III Arena, Starlancer, Toy Racer, Phantasy Star Online Ver. 1 & 2 (nur noch über private Server), 4x4 Evolution, Maximum Pool (nur noch über private Server) und SEGA Swirl.
Einige Spiele unterstützten zudem das Herunterladen zusätzlicher Inhalte auf VMU, auch Spielstände konnten ins Internet gestellt, sowie wieder heruntergeladen werden.
Die unterschiedlichen Dreamcast-Webbrowser sind zwar auch komplett per Controller bedienbar, zur komfortableren Benutzung stehen jedoch Tastatur und Maus zur Verfügung. In Nordamerika und Japan wurden unterschiedliche mitgeliefert, PlanetWeb (Amerika) und DreamPassport (Japan/Asien). Der europäische Browser DreamKey war eine an Europa angepasste Version des DreamPassport. Jedem Dreamcast-Gerät lag eine GD-Rom mit einem Browser bei. Die Dreamcast-Browser erhielten mehrfach Updates. Die letzte Version, DreamKey 3.0, konnte ab Anfang 2002 kostenlos von Sega bezogen werden.

## Spiele
Insgesamt wurden für die PAL-Regionen 216 Spiele von Sega und später Bigben Interactive für die Dreamcast-Konsole veröffentlicht.
Viele Dreamcast-Titel stellten Neuerungen in der Videospiel-Geschichte dar. Phantasy Star Online war das erste Online-Rollenspiel auf einer Spielkonsole überhaupt und wird noch heute von einer großen Fangemeinde unterstützt, Soul Calibur bewegte sich auf einem grafischen Niveau, das für lange Zeit in der sechsten Konsolengeneration als Referenz galt. Das Spiel Shenmue stellte einen großen Fortschritt in den Kategorien Realismus und Spielweltengröße dar und die Grafik war für diese Zeit herausragend gut. Viele Titel, die zuerst auf der Dreamcast erschienen, wurden später auch für die Xbox, den Nintendo GameCube und die PlayStation 2 umgesetzt und wurden dort teilweise – aufgrund der breiten Käuferschicht – besser verkauft als auf der Dreamcast. Ein Beispiel hierfür war Phantasy Star Online, das auf dem Gamecube und später auf der Xbox (trotz der bei Release bereits leicht veralteten Grafik) einen viel größeren Absatz erzielte, als seinerzeit auf der Dreamcast.
Auch auf den Spielekonsolen der siebten Generation wurden einige Dreamcast-Spiele verfügbar gemacht. Aktuell sind einige Dreamcast-Spiele von Drittherstellern bereits auf Xbox Live Arcade oder dem PlayStation Network erhältlich. Auch SEGA selbst hat im Juni 2010 angekündigt, einen Großteil des eigenen Dreamcast-Portfolios auf Xbox Live Arcade und dem PlayStation Network verfügbar zu machen. Außerdem begann Valve 2011 über seine Spieleplattform Steam auch damit, ehemalige Dreamcast Spiele für den PC zu vertreiben. Anfang 2011 veröffentlichte SEGA die Dreamcast Collection für Xbox 360 und PC, einer Spielesammlung, auf der Sonic Adventure, Crazy Taxi, Space Channel 5: Part 2 und SEGA Bass Fishing enthalten sind.

### Bekannte Spiele
Siehe auch: Kategorie:Dreamcast-Spiel
- Tokio Highway Challenge 1 und 2
- Resident Evil Code: Veronica
- Daytona USA 2001
- Space Channel 5
- Virtua Tennis und Virtua Tennis 2
- Toy Commander
- Fighting Vipers 2
- Dead or Alive 2
- Chu Chu Rocket
- Metropolis Street Racer
- Skies of Arcadia
- Grandia II
- Virtua Fighter 3 tb
- F355 Challenge
- Jet Set Radio
- Headhunter
- Confidential Mission
- Eighteen Wheeler – American pro Trucker
- Evolution 1 & 2
- Tomb Raider – Die Chronik
- Unreal Tournament
- Outtrigger
- Quake III Arena
- Power Stone 1 & 2
- Rayman 2: The Great Escape
- Sega GT
- The House of the Dead 2
- Crazy Taxi und Crazy Taxi 2
- Sega Rally 2 Championship
- Ecco the Dolphin
- Sega Bass Fishing
- Phantasy Star Online 1 & 2
- Sonic Adventure und Sonic Adventure 2
- Soul Calibur
- Shenmue und Shenmue II
- Star Wars Jedi Power Battle
- Dino Crisis
- Star Wars Demolition
- Ooga Booga
- Bangai-O

### Besondere Spiele
Folgende Spiele genießen bei eingefleischten Dreamcast-Fans einen besonderen Status, da sie recht spät und teilweise gerade wegen der Fans veröffentlicht wurden. So wurden auf Druck der Fans hin, welche in Form von Unterschriftensammlungen und Petitionen ihren Wunsch nach der jeweiligen Dreamcast-Umsetzung äußerten, selbst nach dem Einstellen der Dreamcast-Produktion im 1. Quartal 2001 weiterhin Spiele für Dreamcast veröffentlicht und verkauft.
- Border Down (2003 Japan)
- Densha de Go! 2 – Kōsoku-hen 3000-bandai (1999 Japan)
- Feet of Fury (2003 Nordamerika)
- Ikaruga (2003 Japan)
- Inhabitants (2005 Nordamerika)
- Maqiupai (2005 Nordamerika)
- Para Para Paradise (2001 China, inoffizielle Veröffentlichung)
- Psyvariar 2 (2004 Japan)
- Puyo Puyo Fever (2004 Japan)
- Rez (2001 Japan und Europa)
- Samba de Amigo (2000 Japan, Nordamerika und Europa)
- Seaman
- Shikigami no Shiro II (2004 Japan)
- Trizeal (2005 Japan)
- Radilgy / Radirgy / Rajirugi (2006 Japan)
- Under Defeat (2006 Japan)
- Last Hope (2007 Europa / Nordamerika / Hong Kong / Japan)
- Trigger Heart Exelica (2007 Japan)
- Karous (2007 Japan)
- Wind and Water: Puzzle Battles (Q3 2008 Europa / Nordamerika / Hong Kong / Japan)
- DUX (Q2 2009 weltweit)
- Last Hope: Pink Bullets (Q2 2009 weltweit)
- Rush Rush Rally Racing (2009 Europa / weltweit)
- Fast Striker (2010 Europa / weltweit)
- GunLord (2012 Europa / weltweit)
- Sturmwind (2012 Europa / weltweit)

### Offiziell unveröffentlichte Spiele
- Kurz nachdem bekanntgegeben worden war, dass Half-Life nicht mehr für die Dreamcast erscheinen werde, gelangte ein Image von Half-Life (inkl. dem Add-On Blue Shift) ins Netz und wurde sogar bei eBay zum Verkauf angeboten, welches ganz normal auf eine CD-R gebrannt und mit jeder Dreamcast abgespielt werden konnte. Diese Version war etwa zu 95 Prozent fertig und sehr gut spielbar, spiegelte aber keinesfalls die Leistung eines fertigen Produktes wider. Wie und warum diese Version ihren Weg ins Netz und diverse Tauschbörsen fand, wurde nie geklärt. Wahrscheinlich kam das Image von einer beschriebenen GD-Rom. Blue Shift wurde anfangs exklusiv für die Dreamcast entwickelt, später aber als Zusatz für die PC-Version von Half-Life herausgebracht.
- Propeller Arena erlitt ein ähnliches Schicksal wie Half-Life. Hier wurde einfach eine originale SEGA GD-R in eine Datei umgewandelt („rip“).
- Auch von PBA Tour Bowling 2001 tauchte eine spielbare Gold-Version im Peer-to-Peer-Netzwerk auf. Da sich die Dreamcast-Version von PBA 2001 mit derselben Website wie die PC-Version verband, konnte man bis Anfang 2005 damit noch online spielen.
- Von Flintstones: Viva Rock Vegas wurden europäische (PAL) Promotional Copys (White Label) gepresst.
- The House of The Dead 3 sollte grafisch mit der Cel-Shading-Technik realisiert werden. Von diesem Projekt erschienen lediglich zwei Screenshots.
- Auch das Spiel DeeDee Planet hat es nicht mehr in den Handel geschafft.
- GunValkyrie (Trailer)
- Geist Force (Trailer)
- Dark Angel: Vampire Apocalypse (Trailer)
- Propeller Arena (Trailer)
- Innocent Tears (Trailer)
- Arcatera: The Dark Brotherhood (Trailer)
- Black & White (Trailer)
- Giants: Citizen Kabuto
- Heavy Metal: F.A.K.K.²
- Sim City 3000
- System Shock 2
- Turok 2: Seeds of Evil
- Unreal

Spiele, von denen GD-Roms (spielbare Versionen) existieren:
- Castlevania: Resurrection (Trailer)
- Colin McRae Rally 2.0 (30 % fertiggestellt, spielbar)[30]
- Deer Avanger
- Ecco the Dolphin 2 (Trailer)
- Half-Life inkl. Blue Shift (Trailer)
- Heroes of Might & Magic III (Trailer)
- PBA Tour Bowling 2001 (Trailer)
- Propeller Arena
- Take the Bullet
- Test Drive Cycles (Trailer)
- Worms Pinball
- Geist Force (spielbare Beta vom 23. April 1999)
- Hellgate (spielbare Beta)

## Dreamcast-Emulation
Erste Versuche, die Dreamcast-Hardware auf PCs zu emulieren, gab es bereits im Jahr 2000. Die ersten Dreamcast-Emulatoren wiesen jedoch eine äußerst geringe Kompatibilität auf. Der Durchbruch in der Dreamcast-Emulation gelang erst im Jahr 2004, als ein spanischer Programmierer den Emulator Chankast veröffentlichte. Chankast war bereits in der ersten Version mit einer Vielzahl an bekannten Dreamcast-Spielen kompatibel und erregte in einschlägigen Internet-Foren enormes Aufsehen. Zwar wurde die Entwicklung von Chankast in der Folgezeit nicht mehr fortgesetzt, jedoch wurde daraufhin mit der Entwicklung einer Vielzahl an Alternativen begonnen. Besonders hervorzuheben sind hier Demul und nullDC, die heute die Kompatibilität von Chankast noch übertreffen.